# 巡航导弹潜艇
巡航导弹潜艇（英語：Guided Missile Submarine）是一种以巡航导弹为主要武器的潜艇。美國海軍舰船类别代号為SSG/SSGN，其中「N」代表核动力。早期的巡航导弹潜艇需要浮上水面，才能發射飛彈。現代的潜艇配備專用的水下舰载垂直发射系统，使得潜艇在海中也能發射飛彈。垂直发射系统可搭載不同類型的導彈，攻擊海上、陸上及空中目標，不受限於傳統魚雷的攻擊範圍。
东、西方阵营中都有巡航导弹潜艇这个潜艇类型，但在最早期其作战任务是截然不同的。苏聯的巡航导弹潜艇装备反舰导弹，以攻击航舰战斗群等水面战舰为主。西方的巡航导弹潜艇主要装备巡航导弹，可以作为二次核打击力量或者战术打击力量的一部分。美國在1958年開始建造專門承載核彈的彈道導彈潛艇（华盛顿级），逐步取代巡航导弹潜艇的核打击力量。

## 美国海軍

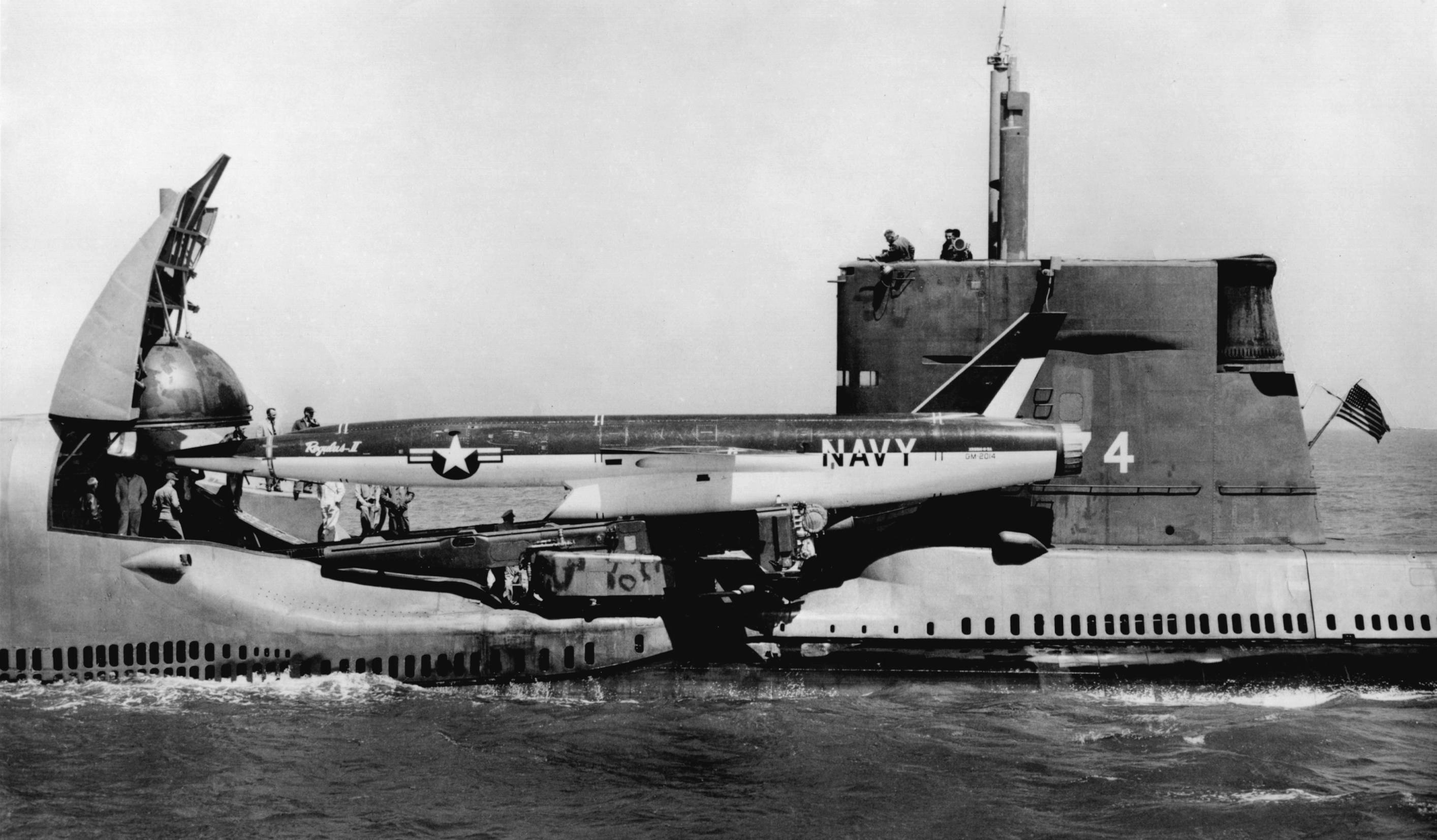
美國早期的鯡魚級潛艦由上部巨大斜躺發射器發射巡弋飛彈

西方在六十到上世紀末集中发展两个类型的潛艇-—攻击潜艇和弹道导弹潜艇。虽然美国試圖在艇上發射RGM-6飛彈並在1950年代末建造了專用的大比目鱼級潛艇，但因為始終難以解決在水底發射的安全問題，所以服役没有几年就将其改装成了攻击潜艇。
不過後來解決了水底發射問題，便是由改裝過的魚雷管，即使是攻擊潛艇亦可以發射战斧巡航导弹。
美国海军将数艘俄亥俄级核潜艇改装成巡航导弹潜艇。这些潜艇仍用垂直发射系统作为巡航导弹的发射平台，并装备了22具战斧巡航导弹发射单元，每个单元发射筒装载7枚战斧巡航导弹，共154枚战斧巡航导弹，其中两发装备核弹头。剩下的两个发射筒则为特种部队装备特殊装备而用。这些发射筒也可以被用作无人飞行器或遥控潜水装置的发射或装载平台。为潜艇增加观导能力。如果这种俄亥俄级潜艇满载154枚弹头的战斧巡航导弹，其火力将相当于一个巡航导弹驱逐舰战斗群或者2艘导弹巡洋舰。俄亥俄号在2006年年初已经改装完毕，下水试航。同期密歇根号和佛罗里达号开始进场改装。而佐治亚号也在早些时候开始了改装。至2008年，美国拥有4艘俄亥俄级巡航导弹潜艇。
現今美國的巡弋飛彈潛艇部署在太平洋上的英國屬地迪戈加西亞島、菲律賓蘇比克灣、日本橫須賀與韓國部分軍港，以對付中國人民解放軍、朝鮮人民軍、中亞的恐怖組織與伊朗的軍隊。

## 苏俄海軍

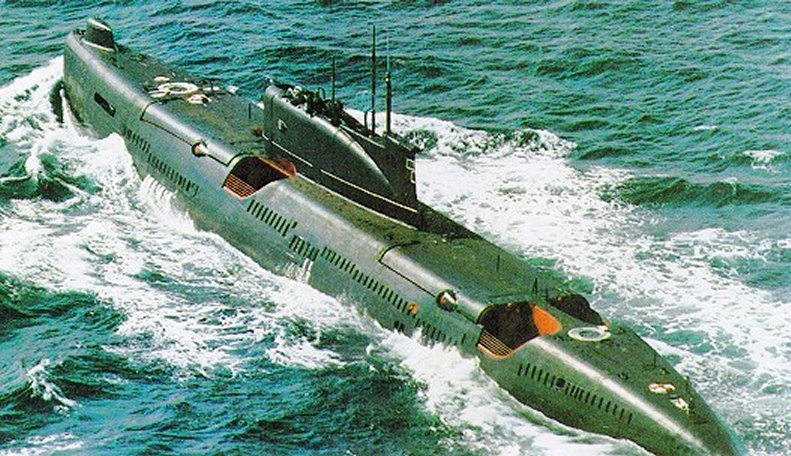
苏俄早期J級潛艇

苏俄早在上世纪50年代就开始了巡航导弹的研究，并取得了重大成果。当时苏联的经济无法支撑像美国一样建造大量航舰战斗群。以尼米兹级及其战斗群为例，航母要50亿美元，各种护航舰艇的建造费用总和也高达20~50亿，外加舰载机、潜艇等等费用相当高昂。当时苏俄没有经济实力建造同等的航母舰队但却要抗衡美国的航母优势，于是发明了巡航导弹潜艇这一类型，目的是打算用几条這類潛艇，就能足以平衡掉美国1个航母编队（苏俄的巡航导弹潜艇主要装备的是反舰导弹）。同时也剩下数十亿美元，其中J级潜艇是世界上第一级列装部队的巡航导弹潜艇。
但早期的巡航導彈潛艇和美國同類一般，是需要浮起才可以發射的，其實意義不很大甚至不如使用魚雷安全，到六十年代才開發出海底發射的巡航導彈和其母艇C级核潜艇。而现在最著名的巡航导弹潜艇则是俄罗斯海军的奥斯卡级。它装备SS-N-19型潜射反舰导弹，并且反潜和隐蔽能力也较其前辈提高不少。

## 现役的巡航导弹潜艇
俄羅斯
- 949A型奥斯卡级（Oscar-class）
- 855型亞森級 （Yasen-class）

 美國海軍
- 俄亥俄级改装型（Ohio-class）

 中國
- 093型核潛艇裝上同類武器。

## 退役的巡航导弹潜艇
俄羅斯
- 651型J级潜艇（Juliet）
- 659型E-1级核潜艇（Echo）
- 675型E-2级核潜艇
- 661型P级核潜艇（Papa）
- 667AT型Y-缺口型核潜艇（Yankee Notch）
- 670型C级核潜艇（Charlie）

 中华人民共和国
- 武汉级潜艇（Wuhan）